# نورة (اسم)
نورة هو اسم علم مؤنث عربي الأصل، ويلفظ نوره، ونورا ونوراي. ومعناه الضوء الواحد أو السِّمة أو الساحرة، والنورة هو حجر الكلس مع أخلاطٍ ويُستخدم لإزالة الشعر ولا يراد معناه في التسمية.، وقد أصبح اسم نورة أول أسماء الإناث في السعودية عام 1436 هـ، إعجاباً بأخت الملك عبد العزيز.

## الشخصيات
- نورة
- نورة محيوت
- نورة برة
- نورة أسيقال
- نورة منت سيمالي
- نورة حمزاوي
- نورة حسين
- نورة المليفي
- نورة العميري
- نورة الفايز
- نورة بنت عبد الرحمن بن فيصل آل سعود
- نورة بنت خليفة آل خليفة
- نورة البلوشي
- نورة سالم جاسم
- نورة الكعبي
- نورة النومان
- نورة برة
- إخوان نورة